# جواماجيوري
جواماجيوري، (بالإنجليزية: Guamaggiore)‏، هي (بلدية) في مقاطعة جنوب سردينيا، وتقع على بعد حوالي 40 كم (25 ميل) إلى الشمال من كالياري. حدود جواماجيوري، البلديات التالية: (جيسيكو)، (جوازيلا)، (اورتاكيسوس)، (ساليكاس). فهي موطن للكنيسة القديس بطرس القوطية، التي يعود تاريخها إلى القرن 13 إلى القرن 14.

## السكان
في سنة 1861 بلغ عدد السكان 668 نسمة، وتطور العدد ليصل في سنة 2011 لـ 1٬050 نسمة.
يظهر هذا المخطط البياني تطور النمو السكاني لـ جواماجيوري